# Кинематограф Молдовы
Кинематограф Молдавии — киноискусство и киноиндустрия Молдавии.

## До создания собственной киностудии
Первые кинокадры снятые на территории Молдавии были фронтовой кинохроникой и сделаны были в 1918 — 1919 годах. Позже они были смонтированы в документальный фильм «Вступление Красной Армии в Бессарабию» («На Бессарабском фронте») (1919), сняты предположительно оператором Г. Дробиным.
В фильм созданный к 10-й годовщине Октябрьской революции «Документы эпохи» (1927) вошли кадры снятые на территории Молдавии. С января 1928 года в Государственном техникуме кинематографии ВУФКУ в Одессе выходит периодический киножурнал «Кінонеділя». В специальной рубрике «В АМССР» этого киножурнала рассказывается непосредственно о Молдавии. Первым сюжетом, который сняла студенческая киногруппа, был «Митинг протеста: „Помни о Бессарабии!“», состоявшийся в Одессе в январе 1928 года в связи с десятилетием присоединения Бессарабии к Румынии. В этом же выпуске был смонтирован ещё один сюжет: «В советской Бессарабии — АМССР трудящиеся строят новую жизнь». В этом же 1928 году выходит полнометражный документальный фильм «Бессарабская сельскохозяйственная коммуна», который снял выпускник Одесского кинотехникума Г. Александров. Фильм рассказывает о коммунарах-бессарабцах, демобилизованных из кавалерийского корпуса Григория Котовского и основавших на левобережье Днестра в 1924 году сельскохозяйственную коммуну.
В начале 30-х годов на «Одесской киностудии» выходят художественные фильмы по молдавской тематике: «Всё спокойно» (Карл Томский, 1930) и «Праздник Унири» (Павел Долина, 1932). В 1930 году создаётся Молдавский отдел «Украинфильма», в 1934 — «Молдкинофототрест», а в 1936 — Управление кинофикации при СНК МАССР.
В 1940 году после присоединения Бессарабии к СССР снят документальный фильм «На Дунае». В первые месяцы Великой Отечественной войны и в 1944 году, когда Молдавия была освобождена, события на территории республики снимались многими фронтовыми кинооператорами. Часть этих съёмок была включена в картину «Победа на юге», повествующую о Ясско-Кишинёвской операции, другая часть в отдельные номера киножурналов и спецвыпуски.
На базе «Киевской студии кинохроники» (1945—1947) и «Черноморской кинофабрики» в Одессе (1948—1952) выпускались киножурналы «Молдова советикэ» и полнометражные киноежегодники: «Советская Молдавия» (1948, 1950, 1951), «Равная среди равных» (1949).

## «Молдова-филм»

### 50-е
В ноябре 1950 года первый секретарь ЦК КП(б) Молдавии Леонид Брежнев обратился с письмом в ЦК ВКП(б) с просьбой о создании в Кишинёве студии кинохроники. 26 апреля 1952 года Министр кинематографии СССР Иван Большаков подписал приказ об образовании в Кишинёве киностудии хроникально-документальных фильмов.
Появились киноочерки: «Кодры» (1953), «Памятники боевой славы» (1955) и др. В середине 50-х на студиях других республик созданы фильмы о жизни Молдавии: «Андриеш» (Яков Базелян и Сергей Параджанов, 1954), «Ляна» (Борис Барнет, 1955). В съёмках принимали участие молдавские кинематографисты. В 1955 году на Кишинёвской студии поставлен первый художественный фильм Молдавии — «Молдавские напевы» (Алексей Золотницкий). В 1957 году Кишинёвская студия хроникально-документальных фильмов реорганизована в киностудию художественных и хроникально-документальных фильмов «Молдова-филм».

### 60-е
В 1961 году на киностудии появляется один из первых «поэтический фильмов» периода «хрущёвской оттепели» — «Человек идёт за солнцем» (Михаил Калик).
В 1962 году создан Союз кинематографистов Молдавской ССР.
В 60-е годы в молдавском кино сильна историко-революционная тематика: «Последний месяц осени» (Вадим Дербенёв, 1965), «Марианна» (Василий Паскару, 1967), «Сергей Лазо» (Александр Гордон, 1967). Фильмы по теме современности: «Обвиняются в убийстве» (Борис Волчек, 1969), «Десять зим за одно лето» (Валериу Гажиу, 1969).
На экраны в 1968 году небольшим тиражом вышла сильно отредактированная версия фильма «Любить…» (Михаил Калик).

### 70-е — 80-е
Выходит много фильмов на патриотическую тему: «Риск» (Василий Паскару, 1970), «Красная метель» (Василий Паскару, 1971), «Лаутары» (Эмиль Лотяну, 1971), «Красно солнышко» (Василий Паскару, 1972), «Мосты» (Василий Паскару), «Последний гайдук» (Валериу Гажиу, 1972), «Зарубки на память» (Николай Гибу и Михаил Израилев, 1973), «Дмитрий Кантемир» (Владимир Иовицэ и Виталий Калашников, 1973).
На тему современности выходят фильмы: «Спасённое имя» (Виталий Дёмин и Дмитрий Моторный, 1972), «Дом для Серафима» (Якоб Бургиу, 1973).
Заметные фильмы 80-х годов: «Где ты, любовь?» (Валериу Гажиу, 1980), «Женщина в белом» (Вадим Дербенёв, 1981), «Мария, Мирабела» (Ион Попеску-Гопо, 1981), «Маленькое одолжение» (Борис Конунов, 1984), «Таинственный узник» (Валериу Гажиу, 1986).

## Период независимости
После распада СССР из-за недостатка финансирования кинопроизводство художественных фильмов остановилось. Исключением стали фильмы «Поезд в Калифорнию», «Танго над пропастью», «Русский Рэмбо, или Дезертир», «Рикошет», «Возвращение Титаника» и «Мужской характер, или Танго над пропастью-2», снятые в копродукции с Россией.
В 2010 году в Великобритании вышла комедия Тони Хоукса «Теннис с молдаванами». В съёмках участвовали британские и молдавские киноактёры. Некоторые сцены фильма снимались в самой Молдавии.
В 2019 году на телеэкраны вышел первый сериал, снятый в Молдавии (совместное производство Украины, Молдавии и России) — «Следователь Горчакова».